# سسک برگی کوچک
سسک برگی کوچک، سسک بیدی کوچک، سسک کوچک یا سسک برگی ساده (نام علمی: Phylloscopus neglectus) گونه‌ای از سسکان جهان قدیم از تیرهٔ سسکان برگی (Phylloscopidae) است که در افغانستان، بحرین، هند، ایران، عمان، پاکستان، روسیه، تاجیکستان، ترکمنستان، امارات متحده عربی و ازبکستان یافت می‌شود.
زیستگاه طبیعی آن جنگل‌های معتدل است.